# Transformers: EarthSpark
Transformers: EarthSpark (Transformers: A Centelha da Terra no Brasil) é uma série de animação computadorizada canadense-americana baseado na linha de brinquedos Transformers pela Hasbro. A série é produzida pela Hasbro Entertainment em parceria com a Nickelodeon Animation Studio, e estreou em 11 de novembro de 2022 para o serviço de streaming Paramount+ e o canal Nickelodeon.

## Premissa
Muitos anos após o fim da guerra civil entre os Autobots e os Decepticons, a família Malto se muda da Filadélfia para a pequena cidade de Witwicky, Pensilvânia. Lá, os jovens Robby e Mo Malto testemunham o nascimento de uma nova geração de Transformers chamados Terrans, que se ligam aos dois por meio de mangas cibernéticas especiais em seus braços. Agora adotados pela família e sendo orientados por Bumblebee, os terráqueos trabalham com as crianças para proteger sua nova vida e encontrar seu lugar no mundo.

## Elenco e personagens
| Personagem             | Ator / Voz original | Dublador(a)      |
| ---------------------- | ------------------- | ---------------- |
| Robby Malto            | Sydney Mikayla      | Heitor Fragas    |
| Morgan                 | Zion Broadnax       | Sofia Manso      |
| Twitch Malto           | Zeno Robinson       | Thais Dutra      |
| Bumblebee              | Danny Pudi          | Gil Mesquita     |
| Dorothy "Dot" Malto    | Benni Latham        | Izabel Lira      |
| Dr. Alex Malto         | Jon Jon Briones     | Nando Sierpe     |
| Optimus Prime          | Alan Tudyk          | Guilherme Briggs |
| Megatron               | Rory McCann         | Carlos Gesteira  |
| Elita-1                | Cissy Jones         | Silvia Goiabeira |
| Mandroid               | Diedrich Bader      | Luciano Lira     |
| Swindle                | Nolan North         |                  |
| Hardtop                | Nolan North         | Humberto Torres  |
| Agente Schloder        | Marc Evan Jackson   |                  |
| Soundwave              | Sean Kenin Reyes    |                  |
| Skywarp                | Nicole Dubuc        |                  |
| Nova Storm             | Nicole Dubuc        |                  |
| Arcee                  | Martha Marion       |                  |
| Agente Executivo Croft | Kari Wahlgren       |                  |
| Mr. Smelf              | Daran Norris        |                  |

### Dublagem brasileira
- Estúdio: Gigavoxx
- Direção: Luciano Lira
- Mídia: Paramount+ e Nickelodeon

## Episódios
| N.º | Título                                                | Lançamento original    | Dirigido por                               | Escrito por                              | Exibição original (Nickelodeon) | Exibição no Brasil                         | Cód. de produção | Audiência (milhões) |
| --- | ----------------------------------------------------- | ---------------------- | ------------------------------------------ | ---------------------------------------- | ------------------------------- | ------------------------------------------ | ---------------- | ------------------- |
| 1–2 | "Legado Secreto (BR)" "Secret Legacy"                 | 11 de novembro de 2022 | Alex Kwan & Jordan Rosato                  | Nicole Dubuc & Dale Malinowski           | 11 de novembro de 2022          | 12 de novembro de 2022                     | 101–102          | 0.20                |
| A família Malto mudou-se recentemente para Witwicky, mas quando Robby tenta fugir para a Filadélfia, os primeiros Transformers nascidos no planeta Terra se envolvem tanto no drama familiar quanto no início de um novo conflito. |                                                       |                        |                                            |                                          |                                 |                                            |                  |                     |
| 3 | "Mudança da Mo (BR)" "Moo-ving In"                    | 11 de novembro de 2022 | J.J. Conway                                | Isabel Galupo                            | 10 de fevereiro de 2023         | 19 de novembro de 2022                     | 103              | 0.12                |
| À medida que a família Malto se acostuma com seus novos membros, Bumblebee espera encerrar rapidamente sua missão de treinar os terranos. |                                                       |                        |                                            |                                          |                                 |                                            |                  |                     |
| 4 | "Regras de Casa (BR)" "House Rules"                   | 11 de novembro de 2022 | Jordan Rosato                              | Ian Busch                                | 10 de fevereiro de 2023         | 26 de novembro de 2022                     | 104              | ASD                 |
| Thrash se irrita com as regras da casa da família Malto e convence Mo a explorar brechas. |                                                       |                        |                                            |                                          |                                 |                                            |                  |                     |
| 5 | "Classificado (BR)" "Classified"                      | 11 de novembro de 2022 | Alex Kwan                                  | Nathan Ramos-Park                        | 17 de fevereiro de 2023         | 3 de dezembro de 2022                      | 105              | 0.18                |
| O agente especial da GHOST, Schloder persegue Twitch depois de confundi-la com uma Decepticon. |                                                       |                        |                                            |                                          |                                 |                                            |                  |                     |
| 6 | "Tradições (BR)" "Traditions"                         | 11 de novembro de 2022 | Jordan Rosato & Matthew Humphreys          | Maasai Singleton                         | 17 de fevereiro de 2023         | 10 de dezembro de 2022                     | 106              | 0.15                |
| Robby quer que Alex faça a tradicional caça Wakwak, então Alex compartilha sua história familiar. |                                                       |                        |                                            |                                          |                                 |                                            |                  |                     |
| 7 | "Amigos e Família (BR)" "Friends and Family"          | 11 de novembro de 2022 | J.J. Conway                                | Brian Hohlfeld                           | 24 de fevereiro de 2023         | 17 de dezembro de 2022                     | 107              | 0.16                |
| As pessoas da terra deixam Mo e Robby ansiosos sobre o primeiro dia deles na nova escola. |                                                       |                        |                                            |                                          |                                 |                                            |                  |                     |
| 8 | "Armadilha (BR)" "Decoy"                              | 11 de novembro de 2022 | Alex Kwan                                  | Isabel Galupo                            | 24 de fevereiro de 2023         | 7 de janeiro de 2023                       | 108              | 0.14                |
| Em uma missão para capturar três bots Mini-Cassete, Megatron e Optimus Prime não concordam sobre como a GHOST tem tratado os Decepticons. |                                                       |                        |                                            |                                          |                                 |                                            |                  |                     |
| 9–10 | "Era da Evolução (BR)" "Age of Evolution"             | 11 de novembro de 2022 | J.J. Conway                                | Nicole Dubuc e Dale Malinowski           | 3 de março de 2023              | 14 de janeiro de 2023                      | 109–110          | 0.16                |
| Parte 1: Twitch e Thrash se perguntam se eles são os únicos dois terranos no universo. Com a ajuda da família, eles retornam à caverna de suas origens para descobrir mais do que apenas a Emberstone. Parte 2: Jawbreaker se pergunta como escolher o modo alternativo certo. Ele entrevista outros bots para ouvir a perspectiva deles. Quando Hashtag se envolve, o filme caseiro de Jawbreaker perde o foco. |                                                       |                        |                                            |                                          |                                 |                                            |                  |                     |
| 11 | "Hashtag - Opa! (BR)" "Hashtag: Oops"                 | 3 de março de 2023     | Matthew Humphreys                          | Bernard Badion                           | 12 de junho de 2023             | 11 de março de 2023                        | 111              | 0.22                |
| Twitch ajuda Hashtag a escolher o modo alternativo dela, mas acaba levando as duas para um passeio e tanto até a G.H.O.S.T., onde Bumblebee precisa ajudá-las a escaparem. |                                                       |                        |                                            |                                          |                                 |                                            |                  |                     |
| 12 | "Saídas (BR)" "Outtakes"                              | 3 de março de 2023     | Alexandria Kwan                            | Maasai Singleton                         | 13 de junho de 2023             | 18 de março de 2023                        | 112              | 0.15                |
| Jawbreaker se pergunta como escolher o modo alternativo certo. Ele entrevista outros bots para ouvir a perspectiva deles; mas quando Hashtag se envolve, o filme caseiro de Jawbreaker perde o foco. |                                                       |                        |                                            |                                          |                                 |                                            |                  |                     |
| 13 | "Conexão Perdida (BR)" "Missed Connection"            | 3 de março de 2023     | Matthew Humphreys                          | Mae Catt                                 | 14 de junho de 2023             | 25 de março de 2023                        | 113              | ASD                 |
| Nightshade se sente distante da família Malto e encontra uma nova conexão em um lugar improvável. |                                                       |                        |                                            |                                          |                                 |                                            |                  |                     |
| 14 | "Protocolos de segurança (BR)" "Security Protocols"   | 3 de março de 2023     | J.J. Conway                                | Lorin Williams                           | 15 de junho de 2023             | 1 de abril de 2023                         | 114              | 0.15                |
| O passado de Bumblebee como piloto de corrida de elite é exposto e o agente Schloder está perseguindo ele. |                                                       |                        |                                            |                                          |                                 |                                            |                  |                     |
| 15 | "Necessidades de Urso (BR)" "Bear Necessities"        | 3 de março de 2023     | Alex Kwan                                  | Isabel Galupo                            | 19 de agosto de 2023            | 8 de abril de 2023                         | 115              | 0.16                |
| O dia das Mães dá errado e os Maltos descobrem uma ameaça tóxica à Mãe Terra. |                                                       |                        |                                            |                                          |                                 |                                            |                  |                     |
| 16 | "Zona de Guerra (BR)" "Warzone"                       | 3 de março de 2023     | Matthew Humphreys                          | Greg Johnson                             | 19 de agosto de 2023            | 15 de abril de 2023                        | 116              | 0.13                |
| Robby e Mo se juntam aos terranos em uma visita ao Parque Memorial Spacebridge, mas a memória guardada abre velhas feridas... e ainda mais... para Megatron. |                                                       |                        |                                            |                                          |                                 |                                            |                  |                     |
| 17–18 | "Casa (BR)" "Home"                                    | 3 de março de 2023     | J.J. Conway & Alex Kwan & Sebastian Montes | Mae Catt, Nicole Dubuc & Dale Malinowski | 26 de agosto de 2023            | 22 de abril de 202329 de abril de 2023     | 117–118          | 0.08                |
| As crianças e os terráqueos fogem para uma noite de diversão na Filadélfia, mas seus sonhos de visitar a cidade grande se transformam em pesadelo. |                                                       |                        |                                            |                                          |                                 |                                            |                  |                     |
| 19 | "Um Problema Dinossauro (BR)" "A Stygi Situation"     | 28 de julho de 2023    | Matthew Humphreys                          | Matthew Humphreys                        | 6 de abril de 2024              | ASA                                        | ASA              | ASD                 |
| Jawbreaker escolhe um modo alternativo, mas além de mudar de forma, o modo alternativo muda ele. |                                                       |                        |                                            |                                          |                                 |                                            |                  |                     |
| 20 | "Desarmado (BR)" "Disarmed"                           | 28 de julho de 2023    | Matthew Humphreys                          | Maasai Singleton                         | 6 de abril de 2024              | ASA                                        | ASA              | ASD                 |
| Robby, Mo e os terranos tentam desbloquear novos poderes da luva cibernética, só que isso gera resultados desastrosos. |                                                       |                        |                                            |                                          |                                 |                                            |                  |                     |
| 21 | "O Que Habita Lá Dentro! (BR)" "What Dwells Within"   | 28 de julho de 2023    | Sebastian Montes & Alex Kwan               | Mae Catt                                 | 13 de abril de 2024             | ASA                                        | ASA              | 0.09                |
| As crianças Malto ficam perdidas em um labirinto de túneis subterrâneos e acabam sendo perseguidas por um monstro misterioso. Para sobreviver, elas precisam formar um time com o Starscream. |                                                       |                        |                                            |                                          |                                 |                                            |                  |                     |
| 22 | "Tempo Primordial (BR)" "Prime Time"                  | 28 de julho de 2023    | J.J. Conway                                | Isabel Galupo                            | 13 de abril de 2024             | ASA                                        | ASA              | 0.06                |
| Se sentindo impotente à medida que a condição de Robby piora, Mo deseja nunca ter tocado na Emberstone; Quintus Prime mostra a jovem heroína que, por causa dela, o mundo é um lugar melhor. |                                                       |                        |                                            |                                          |                                 |                                            |                  |                     |
| 23 | "Intruso Escondido (BR)" "Stowed Away, Stowaways"     | 28 de julho de 2023    | Matthew Humphreys                          | Gavin Hignight                           | 20 de abril de 2024             | 21 de outubro de 2023                      | ASA              | 0.08                |
| Optimus Prime suspeita que a G.H.O.S.T está escondendo algo, então ele envia Bumblebee em uma missão secreta de reconhecimento nas profundezas do quartel general da G.H.O.S.T. |                                                       |                        |                                            |                                          |                                 |                                            |                  |                     |
| 24 | "A Batalha de Witwicky (BR)" "The Battle of Witwicky" | 28 de julho de 2023    | Sebastian Montes & Alex Kwan               | Mae Catt                                 | 20 de abril de 2024             | 22 de outubro de 2023                      | ASA              | 0.08                |
| A verdade sobre os terráqueos é revelada quando a família Malto faz uma última resistência contra a Croft e as forças sinistras existentes dentro da G.H.O.S.T. |                                                       |                        |                                            |                                          |                                 |                                            |                  |                     |
| 25–26 | "A Última Esperança (BR)" "The Last Hope"             | 28 de julho de 2023    | Matthew Humphreys & J.J. Conway            | Dale Malinowski                          | 20 de abril de 2024             | 28 de outubro de 202329 de outubro de 2023 | ASA              | 0.09                |
| A família Malto deve superar desafios insuperáveis para deter o Mandroid de uma vez por todas e salvar os cibertrobianos. |                                                       |                        |                                            |                                          |                                 |                                            |                  |                     |

### 2ª Temporada (2024)
| N.º | Título                                                       | Lançamento original | Dirigido por                      | Escrito por                               | Exibição original (Nickelodeon) | Exibição no Brasil                                         | Cód. de produção | Audiência (milhões) |
| --- | ------------------------------------------------------------ | ------------------- | --------------------------------- | ----------------------------------------- | ------------------------------- | ---------------------------------------------------------- | ---------------- | ------------------- |
| 1 | "Aftermath (BR)" "Aftermath"                                 | 7 de junho de 2024  | Sheldon Vella                     | Dale Malinowski                           | ASA                             | 6 de julho de 2024                                         | ASA              | ASD                 |
| Um ano após a derrota de Mandroid e a destruição da Emberstone, os Maltos partem em busca dos fragmentos; um Decepticon cria um novo inimigo a partir de um fragmento; os Maltos percebem que a vida em Witwicky está prestes a se tornar caótica.                                                                                      |                                                              |                     |                                   |                                           |                                 |                                                            |                  |                     |
| 2 | "Em Ruínas (BR)" "In Ruins"                                  | 7 de junho de 2024  | William Ruzicka                   | Ian Busch                                 | ASA                             | 7 de julho de 2024                                         | ASA              | ASD                 |
| Mo tem que provar seu valor contra uma criatura despertada nas ruínas antigas. |                                                              |                     |                                   |                                           |                                 |                                                            |                  |                     |
| 3 | "Deletando Tudo (BR)" "Control Alt Delete"                   | 7 de junho de 2024  | Vinton T. Heuck                   | Gavin Hignight                            | ASA                             | 13 de julho de 2024                                        | ASA              | ASD                 |
| Hashtag decide encontrar um novo modo alternativo depois de ouvir o G.H.O.S.T. veículos estão sendo reaproveitados, com a ajuda de sua nova atualização CAV (Contato com Assistente Virtual), ela consegue encontrar um enquanto tenta manter um arquivo de dados pertencente a Croft fora do alcance de Shockwave.                     |                                                              |                     |                                   |                                           |                                 |                                                            |                  |                     |
| 4 | "O Efeito Borboleta (BR)" "The Butterfly Effect"             | 7 de junho de 2024  | William Ruzicka & Scooter Tidwell | Jen Bardekoff                             | ASA                             | 14 de julho de 2024                                        | ASA              | ASD                 |
| A nova paixão de Robby se torna a centelha emocional para um novo poder. |                                                              |                     |                                   |                                           |                                 |                                                            |                  |                     |
| 5 | "Juntos (BR)" "Togetherness"                                 | 7 de junho de 2024  | Vinton T. Heuck                   | Matt Wayne                                | ASA                             | 20 de julho de 2024                                        | ASA              | ASD                 |
| Jawbreaker e Aftermath acidentalmente ficam presos um no outro. |                                                              |                     |                                   |                                           |                                 |                                                            |                  |                     |
| 6 | "Spitfire (BR)" "Spitfire"                                   | 7 de junho de 2024  | Sheldon Vella                     | Halima Lucas                              | ASA                             | 21 de julho de 2024                                        | ASA              | ASD                 |
| Twitch encontra seu adversário em Chaos Terran 2.0: Spitfire. Com uma missão Autobot em disputa, os dois competem para ver quem é o melhor dos melhores. |                                                              |                     |                                   |                                           |                                 |                                                            |                  |                     |
| 7 | "As Impostoras (BR)" "The Imposters"                         | 7 de junho de 2024  | William Ruzicka & Scooter Tidwell | Ian Busch                                 | ASA                             | 27 de julho de 2024                                        | ASA              | ASD                 |
| Após um raio atingi-los durante a luta, Twitch e Spitfire trocam de corpos. Twitch é levada por Aftermath para os decepticons, onde ela descobre que eles pretendem pegar o cyber slayer de Mandroid e tenta avisar os Autobots enquanto Spitfire deseja pegá-lo para si.                                                               |                                                              |                     |                                   |                                           |                                 |                                                            |                  |                     |
| 8 | "Cara, Cadê Minha Carroceria (BR)" "Dude Where's My Trailer" | 7 de junho de 2024  | Scooter Tidwella                  | Russ Carney & Ron Corcillo                | ASA                             | 27 de julho de 2024                                        | ASA              | ASD                 |
| Optimus consegue uma sessão de fotos de prestígio, mas Robby e Hashtag tomam seu trailer de batalha. O grupo corre contra o relógio para recuperá-lo sem que o Optimus saiba. |                                                              |                     |                                   |                                           |                                 |                                                            |                  |                     |
| 9–10 | "Witwicky (BR)" "Witwicky"                                   | 7 de junho de 2024  | Vinton T. Heuck & Sheldon Vella   | Dale Malinowski, Amy Wolfram & Matt Wayne | ASA                             | 3 de agosto de 2024 (Parte 1)4 de agosto de 2024 (Parte 2) | ASA              | ASD                 |
| Parte 1: Mo e Hashtag encontram um segredo gigante por trás dos planos de Witwicky e Starscream; Starscream quer reconstruir a Emberstone destruída; Robby reúne sua família e os Autobots para detê-lo e acabar com o caos de uma vez por todas. Parte 2: Os Maltos devem impedir Starscream de transformar a terra no Novo Cybertron. |                                                              |                     |                                   |                                           |                                 |                                                            |                  |                     |

### 3ª Temporada (2024)
| N.º | Título                                                        | Lançamento original   | Dirigido por                    | Escrito por     | Exibição original (Nickelodeon) | Exibição no Brasil     | Cód. de produção | Audiência (milhões) |
| --- | ------------------------------------------------------------- | --------------------- | ------------------------------- | --------------- | ------------------------------- | ---------------------- | ---------------- | ------------------- |
| 1 | "A Necessidade de Ler (BR)" "The Need for Read"               | 25 de outubro de 2024 | Vinton T. Heuck                 | Dale Malinowski | ASA                             | 11 de janeiro de 2025  | ASA              | ASD                 |
| Bumblebee quer resgatar seu melhor amigo Breakdown do domo; Mo e Thrash desejam dar um presente a Robby e decidem entrar furtivamente no domo para obtê-lo. Bee é convidado para ajudar e vai junto, mas o plano não sai como planejado.                        |                                                               |                       |                                 |                 |                                 |                        |                  |                     |
| 2 | "Ataque no Cinema (BR)" "Attack of the Drive-In Movie"        | 25 de outubro de 2024 | Sheldon Vella                   | Ian Busch       | ASA                             | 11 de janeiro de 2025  | ASA              | ASD                 |
| Robby e Izzy planejam um encontro. Quando os Maltos ficam sabendo do plano de Robby, eles não conseguem deixar de se envolver. A família monta um cinema no estacionamento, mas o novo projetor invenção de Nightshade deixa a noite mais emocionante.          |                                                               |                       |                                 |                 |                                 |                        |                  |                     |
| 3 | "A Grande Fuga (BR)" "The Great Escape"                       | 25 de outubro de 2024 | Scooter Tidwell                 | Jen Bardekoff   | ASA                             | 18 de janeiro de 2025  | ASA              | ASD                 |
| Os Maltos recebem um convite misterioso para uma sala de fuga. Ao chegarem no local do jogo, eles descobrem que foram convidados por um antigo inimigo: Fairmaestro. Agora, o game se transforma em uma luta por suas vidas.                                    |                                                               |                       |                                 |                 |                                 |                        |                  |                     |
| 4 | "Nenhum Soldado Fica para Trás (BR)" "No Soldier Left Behind" | 25 de outubro de 2024 | Vinton T. Heuck                 | Marty Isenberg  | ASA                             | 18 de janeiro de 2025  | ASA              | ASD                 |
| Os Maltos recebem um convite misterioso para uma sala de fuga. Ao chegarem no local do jogo, eles descobrem que foram convidados por um antigo inimigo: Fairmaestro. Agora, o game se transforma em uma luta por suas vidas.                                    |                                                               |                       |                                 |                 |                                 |                        |                  |                     |
| 5 | "Fogo e Gelo (BR)" "Fire and Ice"                             | 25 de outubro de 2024 | Sheldon Vella                   | Aiko Hilkinger  | ASA                             | 25 de janeiro de 2025  | ASA              | ASD                 |
| Os Maltos têm um dia de neve e os Autobots lidam com um Bumblebee agressivo em um dia de neve. Alguns Autobots ficam furiosos e a Base acaba virando um caos. Ao voltar para a base, Twitch percebe ser a única que pode ajudar.                                |                                                               |                       |                                 |                 |                                 |                        |                  |                     |
| 6 | "A Verdade Está Lá Fora (BR)" "The Truth Is Out There"        | 25 de outubro de 2024 | Scooter Tidwell                 | Ian Busch       | ASA                             | 25 de janeiro de 2025  | ASA              | ASD                 |
| Prowl, Thrash e Robby se unem para descobrir quem está por trás dos ataques aos Autobots. Thrash consegue usar suas habilidades de detetive e Robby encontra evidências de algo estranho.                                                                       |                                                               |                       |                                 |                 |                                 |                        |                  |                     |
| 7–8 | "Dia do Julgamento (BR)" "Judgment Day"                       | 25 de outubro de 2024 | Vinton T. Heuck & Sheldon Vella | Dale Malinowski | ASA                             | 1 de fevereiro de 2025 | ASA              | ASD                 |
| Parte 1: Para proteger a Terra de invasores implacáveis, os Maltos e os Autobots devem confiar uns nos outros e buscar ajuda com aliados improváveis Parte 2: Para proteger a Terra de invasores, os Maltos e os Autobots devem confiar em aliados improváveis. |                                                               |                       |                                 |                 |                                 |                        |                  |                     |

## Produção
Em fevereiro de 2021, a Hasbro anunciou duas séries animadas baseadas na marca Transformers.  O primeiro foi uma série baseada na linha BotBots para Netflix, e o outro foi uma série sem título que foi ao ar na Nickelodeon em 2022. O título oficial da série de animação computadorizada, Transformers: EarthSpark, foi revelado um ano depois com uma janela de lançamento definida para o quarto trimestre de 2022. Em março de 2022, foi anunciado que a série estrearia no serviço de streaming Paramount+ em novembro de 2022. O elenco de voz e uma prévia da série foram revelados mais tarde durante a San Diego Comic-Con em 2022. Foi a propriedade e distribuída pela Hasbro, a série é uma co-produção entre Nickelodeon Animation Studio e Entertainment One, para a qual Mikiel Houser e Kari Rosenberg. É produzido por Ant Ward, Nicole Dubuc e co-produzido pelo desenvolvedor Dale Malinowski. Claudia Spinelli da Nickelodeon desenvolveu a série para a televisão.
Lançamento
A série consiste em vinte e seis episódios, os dez primeiros dos quais estrearam na Paramount+ nos Estados Unidos em 11 de novembro de 2022. O segundo lote de episódios começou a ser transmitido em 3 de março de 2023, elevando a contagem total de episódios para dezoito. Os episódios restantes da 1ª temporada foram lançados em 28 de julho de 2023. Em 1 de fevereiro de 2023, a série foi renovada para uma segunda temporada, com estreia marcada em 7 de junho de 2024. A série foi licenciada para Netflix internacionalmente em junho de 2023. Os dez primeiros episódios foram lançados em DVD em 16 de maio de 2023, pela Paramount Home Entertainment.

## Videogame
Um jogo de ação e aventura desenvolvido pela Tessera, intitulado Transformers: EarthSpark – Expedition, foi revelado em junho de 2023 por sua editora Outright Games. O jogo receberá um lançamento nas Américas do Norte e do Sul no quarto trimestre de 2023 para Nintendo Switch, PlayStation 4, PlayStation 5, Windows via Steam, Xbox One, Xbox Series X e Series S. Um videogame single-player, o jogador controla Bumblebee e pode explorar três biomas em um ambiente tridimensional com o objetivo de derrotar o vilão Mandroid. Bumblebee usa ataques físicos e combos de ataque para derrotar os inimigos e aprimorar suas habilidades.

## Transmissão

### Brasil
No Brasil, a série estreou no canal Nickelodeon Brasil e no streaming Paramount+ em 12 de novembro de 2022. A série foi lançada pela Netflix em 15 de junho de 2023. Na TV pública, a série estreou na TV Cultura em 17 de outubro de 2023 e permaneceu em 2 de fevereiro de 2024.

### Portugal
Em Portugal, a série estreou no canal Nickelodeon Portugal em 28 de novembro de 2022. A série também está disponível na Netflix.